# オチゴ郡 (ニューヨーク州)
オチゴ郡（英: Otsego County）は、アメリカ合衆国ニューヨーク州の中央部に位置する郡である。2010年国勢調査での人口は62,259人であり、2000年の61,676 人から0.9%増加した。郡庁所在地はクーパーズタウン村（人口1,852人）であり、同郡で人口最大の都市はオネオンタ市（人口13,901人）である。郡名は、モホーク族インディアンの言葉で「岩のある場所」を意味するものから派生した。

## 歴史

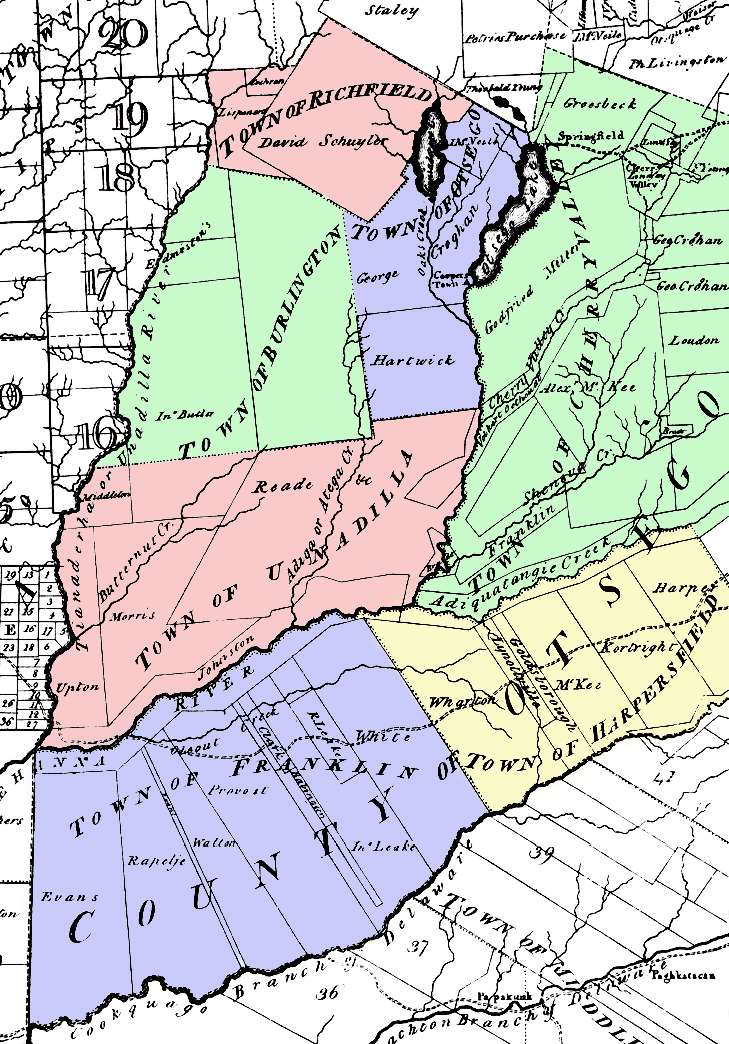
シメオン・デウィットが作成した地図、1792年-1793年

1789年、モンゴメリー郡からオンタリオ郡が分離した。このときのオンタリオ郡は現在の領域よりもかなり広かった。現在のアリゲイニー郡、カタラウガス郡、シャトークア郡、エリー郡、ジェネシー郡、モンロー郡、ナイアガラ郡、オーリンズ郡、スチューベン郡、ワイオミング郡、イェーツ郡の全体と、スカイラー郡、ウェイン郡の一部が含まれていた。

### オチゴ郡の設立
オチゴ郡はモンゴメリー郡から分離した3郡の1つになった。他の2つはハーキマー郡とタイオガ郡だった。公式には1791年2月16日に設立された。クーパーズタウンが郡庁所在地に指定されたが、当時はチェリーバレー村の方が大きかった。最初は大きな郡区が3つだった。すなわち北東部のチェリーバレー、北西部のオチゴ、南部のハーパーズフィールドだった。
オチゴ、チェリーバレー両郡区がほぼ現在のオチゴ郡領域であり、ハーパーズフィールド郡区は現在の郡南部からデラウェア川までを含んでいた。
当初の郡政府役人は州知事のジョージ・クリントンが指名した。郡保安官、事務官、首席判事、陪席判事、民兵隊指揮官などだった。

### 新しい町の設立
1793年までに既存の郡区を分けて4つの郡区（町）が追加された。
- オチゴ郡区の中は4つに分かれた。
  - バーリントン、西部
  - オチゴ、北東部
  - リッチフィールド、北部
  - ユナディラ、南部
- ハーパーズフィールド郡区も2つの町に分かれた。
  - フランクリン、西部
  - ハーパーズフィールド、東部

### 新郡設立のために分離された地域s
オチゴ郡の領域は新郡設立のために分割された。
1795年、郡の一部とオールバニ郡の一部を合わせて、スカハリー郡が設立された。
1797年、郡の一部とアルスター郡の一部を合わせて、デラウェア郡が設立された。

## 地理
オチゴ郡はニューヨーク州中央部にあり、オールバニ市の西、ユーティカ市の南東、ビンガムトン市の北東に位置している。州内ではサザン・ティアと呼ばれる地域に入っていると見なされる場合もある。
アメリカ合衆国国勢調査局に拠れば、郡域全面積は1,015平方マイル (2,630 km2)であり、このうち陸地1,003平方マイル (2,600 km2)、水域は12平方マイル (31 km2)で水域率は1.21%である。

### 隣接する郡
- ハーキマー郡 - 北
- モンゴメリー郡 - 北東
- スカハリー郡 - 東
- デラウェア郡 - 南
- シェナンゴ郡 - 南西
- オナイダ郡 - 北西
- マディソン郡 - 北西

## 経済
クーパーズタウン村（ジェイムズ・フェニモア・クーパーの故郷）はオチゴ郡南端にあり、アメリカ野球殿堂やニューヨーク歴史協会博物館などに観光客を呼んでいる。主要産業は、バセット医療ネットワークの本部であるバセット医療センターがあり、従業員3,000人以上を抱えているように、医療産業である。オネオンタ市にはハートウィック・カレッジが、ニューヨーク州立大学オネオンタ校、バセット医療ネットワーク傘下のA・O・フォックス記念病院があり、小売業や多くの小企業がある。郡全体は比較的田園部であり、酪農業が近年雇用を確保しているが、生産高はそこそこに留まっている。

## 人口動態
以下は2000年国勢調査による人口統計データである
- 人口: 61,676 人
- 世帯数: 23,291 世帯
- 家族数: 15,115 家族
- 人口密度: 24人/km2（62人/mi2）
- 住居数: 28,481 軒
- 住居密度: 11軒/km2（28軒/mi2）

人種別人口構成
- 白人: 95.80%
- アフリカン・アメリカン: 1.75%
- ネイティブ・アメリカン: 0.23%
- アジア人: 0.63%
- 太平洋諸島系: 0.05%
- その他の人種: 0.50%
- 混血: 1.05%
- ヒスパニック・ラテン系: 1.90%

先祖による構成
- アイルランド系：15.0%
- イギリス系：14.9%
- ドイツ系：14.9%
- イタリア系：11.3%
- アメリカ人：9.1%

言語による構成
- 英語：95.4%
- スペイン語：2.1%

年齢別人口構成
- 18歳未満: 22.7%
- 18-24歳: 14.4%
- 25-44歳: 24.3%
- 45-64歳: 23.6%
- 65歳以上: 15.0%
- 年齢の中央値: 37歳
- 性比（女性100人あたり男性の人口）
  - 総人口: 93.1
  - 18歳以上: 90.0

世帯と家族（対世帯数）
- 18歳未満の子供がいる: 29.6%
- 結婚・同居している夫婦: 51.1%
- 未婚・離婚・死別女性が世帯主: 9.5%
- 非家族世帯: 35.1%
- 単身世帯: 27.0%
- 65歳以上の老人1人暮らし: 11.68%
- 平均構成人数
  - 世帯: 2.43人
  - 家族: 2.94人

### 収入
収入と家計
- 収入の中央値
  - 世帯: 33,444米ドル
  - 家族: 41,110米ドル
  - 性別
    - 男性: 29,988米ドル
    - 女性: 22,609米ドル
- 人口1人あたり収入: 16,806米ドル
- 貧困線以下
  - 対人口: 14.9%
  - 対家族数: 8.8%
  - 18歳未満: 15.8%
  - 65歳以上: 8.2%

|}

## 政治
オチゴ郡は真の機を見る郡である。過去30年間のアメリカ合衆国大統領選挙では常に当選者を支持してきた。2004年アメリカ合衆国大統領選挙では、共和党のジョージ・W・ブッシュを51%対48%で支持し、2008年の場合は民主党のバラク・オバマを51%対47%で支持した。オネオンタ市やクーパーズタウン村では民主党が優勢だが、その周辺町では共和党の登録有権者数が過半数である。

## 都市と町
市
オネオンタ市
| 町                   | 村                              |
| -------------------- | ------------------------------- |
| バーリントン         |                                 |
| バターナッツ         | ギルバーツビル                  |
| チェリーバレー       | チェリーバレー                  |
| ディケーター         |                                 |
| エドムズトン         |                                 |
| イグゼター           |                                 |
| ハートウィック       |                                 |
| ローレンス           | ローレンス                      |
| メリーランド         |                                 |
| ミドルフィールド     |                                 |
| ミルフォード         | ミルフォード                    |
| モリス               | モリス                          |
| ニューリスボン       |                                 |
| オテゴ               | オテゴ                          |
| オチゴ               | クーパーズタウン村 - 郡庁所在地 |
| ピッツフィールド     |                                 |
| プレーンフィールド   |                                 |
| リッチフィールド     | リッチフィールドスプリングス    |
| ローズブーム         |                                 |
| スプリングフィールド |                                 |
| ユナディラ           | ユナディラ                      |
| ウェストエンド       |                                 |
| ウェストフォード     |                                 |
| ウースター           |                                 |